# Jupi
Jupi este un oraș în Pernambuco (PE), Brazilia.